# Esther Schouten
Esther Schouten (Hoorn, 28 oktober 1977) is een Nederlandse boksster in het superbantamgewicht.
Schouten maakte haar profdebuut in 1997 en won meermaals de Europese en wereldtitel van de Women's International Boxing Federation (WIBF).

## Televisie
In 2011 was Schouten een van de zestien deelnemers van Expeditie Robinson. Zij werd er in de elfde aflevering weggestemd.
In het voorjaar van 2014 was Schouten te zien in Expeditie Poolcirkel. Zij verloor de finale van judoka Mark Huizinga.
In het najaar van 2018 was Schouten te zien als een van de trainers van de bekende Nederlanders in het boksprogramma Boxing Stars.
In 2005 speelde ze een gastrol in seizoen 4 van de serie Costa!.

## Gezondheid
In 2007 werd bij Schouten lymfeklierkanker gediagnosticeerd. Na de behandeling werd ze een jaar later wederom wereldkampioene.

## Erelijst
- 2001 WIBF European Superbantamweight title
- 2002 WIBF European Superbantamweight title
- 2002 WIBF World Champion Superbantamweight
- 2003 WIBF World Champion Superbantamweight
- 2004 WIBF World Champion Superbantamweight
- 2009 WIBF World Champion Superbantamweight
- 2010 WIBF World Champion Superbantamweight